# كارلتون جونز لاك
كارلتون جونز لاك (بالإنجليزية: Carlton Jones Lake)‏ هو مخرج جوقة أمريكي، ولد في عقد 1925، وتوفي في 1998.